# Theridion calcynatum
Theridion calcynatum là một loài nhện trong họ Theridiidae.
Loài này thuộc chi Theridion. Theridion calcynatum được miêu tả năm 1876 bởi Holmberg.